# Liza Donnelly
Liza Donnelly (Washington D. C., 26 de enero de 1955) es una dibujante, caricaturista y escritora estadounidense, especialmente conocida por su trabajo en The New Yorker y por ser caricaturista en CBS News. Donnelly es la creadora del dibujo digital en directo, una nueva forma de periodismo en la que dibuja usando una tableta y comparte impresiones e informes visuales de eventos y noticias al instante en las redes sociales. Ha dibujado de esta manera para numerosos medios de comunicación, incluidos CBS News, The New Yorker, Fusion, NBC y cubrió en directo los Oscar, la Convención Nacional Demócrata, la Inauguración Presidencial de 2017, entre otros. Escribe una columna regular para Medium sobre política y derechos de las mujeres; Donnelly es autora de diecisiete libros, entre ellos una serie de libros infantiles sobre dinosuarios.

## Biografía
Liza Donnelly nació en Washington D. C. y se crio en un hogar cuáquero. Fue su madre, Elizabeth quien la introdujo en la caricatura a los siete años y la animó a utilizar el dibujo para expresarse.  Donnelly se graduó en arte de Earlham College en 1977. En mayo de 2014 recibió un doctorado honorario de la Universidad de Connecticut, donde también pronunció el discurso de graduación en la Escuela de Graduados de UCONN.
Vendió su primera caricatura a The New Yorker en 1979, y se incorporó a la redacción de la revista en 1982. En ese momento era la dibujante más joven y una de las tres únicas mujeres dibujantes de la revista. El trabajo de Donnelly ha aparecido en muchas otras publicaciones nacionales, incluyendo The New York Times, The Harvard Business Review, The Nation, Audubon, Glamour, Good Housekeeping, Cosmopolitan, National Lampoon, American Photographer, Scholastic News, Cobblestone y Habitat.
Las publicaciones en línea que han publicado el trabajo de Donnelly incluyen Medium, Político, The Daily Beast , Open Salon , The New Yorker , CNN, Forbes, The Huffington Post, y Women's eNews. Es también la creadora y editora de World Ink.
Ha dado clases en la facultad de Vassar College, donde enseñó caricaturas en la cultura estadounidense y estudios de la mujer. Donnelly se posiciona como feminista, en su libro Funny Ladies: The New Yorker's Greatest Women Cartoonists And Their Cartoons, narra la historia de las mujeres en caricaturas en New Yorker, como ilustradoras y como sujetos. En Sex & Sensibility, editado por Donnelly, las caricaturas de diez caricaturistas exploran la perspectiva femenina sobre el amor y el sexo. 
También es una oradora pública experimentada. Poco después de la controversia sobre las caricaturas de Mahoma en el Jyllands-Posten, realizó una intervención en las Naciones Unidas en nombre de Cartooning For Peace. También habló en la primera conferencia TED Women.
Ha comisariado numerosas exposiciones, entre ellas una exposición de caricaturas sobre los derechos de las mujeres en la conferencia anual de Women Deliver.
En 2012, Donnelly visitó Israel y Palestina como enviada cultural del Departamento de Estado de los Estados Unidos para discutir el impacto político de las caricaturas, las mujeres caricaturistas internacionales y cómo las caricaturas pueden ser una herramienta para la paz. Con frecuencia es invitada a hablar en el extranjero y ha sido galardonada con premios en España, Francia e Italia.
El libro Cartoon Marriage de Donnelly, escrito con su esposo, fue adquirido por la productora de Jennifer Garner, Vandalia Films. El guion fue escrito por la creadora de Lizzie McGuire, Terri Minsky. El libro de Donnelly Women On Men fue finalista en 2014 del Premio Thurber de humor estadounidense.
En octubre de 2016, CBSNews contrató a Liza para ser su "caricaturista residente", dibujando y apareciendo en CBS This Morning y en eventos especiales. Liza es pionera en el dibujo en vivo en una tableta digital y el intercambio inmediato en las redes sociales. Su dibujo en vivo se ha publicado en newyorker.com, CBS.com, Medium, NBC.com, Fusion.com, y ha asistido a los Oscar desde 2016, y a los Tonys y Grammys en vivo de 2016.

## Vida personal
Donnelly está casada con el dibujante del New Yorker Michael Maslin. Tienen dos hijas.

## Exposiciones individuales

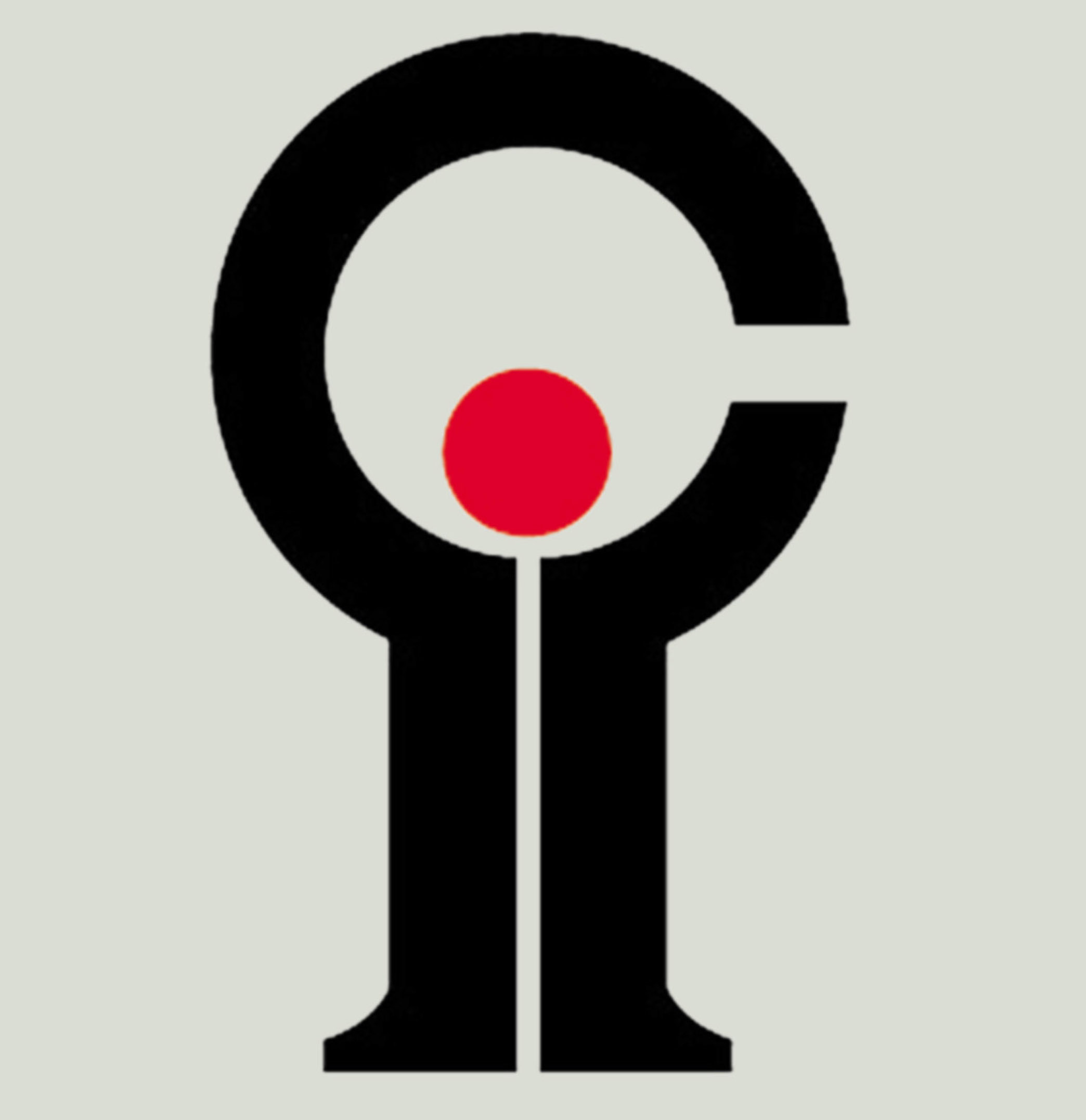
Logotipo de la CII

Ha realizado varias exposiciones individuales. En la universidad de Earlham en Richmond, Indiana; en el Museo de la Historieta en Holon, Israel; en el Museum of Cartoon and Comic Art en la ciudad de Nueva York. En 2018, el Indian Institute of Cartoonists organizó una exposición individual de su trabajo en la Indian Cartoon Gallery, Bangalore (del 7 al 28 de abril de 2018)
En 2020, el Museo Norman Rockwell en Massachusetts presentó la exposición, "Liza Donnelly: Comic Relief".